# 中原詩乃
中原 詩乃（なかはら うたの、1995年9月12日 - ）は日本で活動するミュージカル俳優および元子役、アイドルである。兵庫県宝塚市出身。劇団四季所属。

## 来歴
子役として活動を開始し、その後SO.ON project三期生high colorのメンバーとしてアイドル活動をしていた。また妹の中原穏乃と中原櫻乃と共にアイドルユニット3SUNのメンバーとしても活動していた。2016年に劇団四季のオーディションに合格し、同年8月2日にJR東日本アートセンター四季劇場［秋］で上演されたマンマ・ミーア!東京公演のアンサンブル7枠役が四季の初舞台出演となった。

## 主な出演作品
- 兵庫県立芸術文化センタープロデュース音楽劇　赤毛のアン（2008年）
- アニー（2009年ジュライ）
- マンマ・ミーア!（2016年アンサンブル7枠）
- ライオンキング（2017年～ ナラ）
- アナと雪の女王 (ミュージカル)(2024年 エルサ)

※括弧内の年は初出演年